# Magnat-Debon
Magnat-Debon is een historisch Frans merk van motorfietsen en scooters.
Motos Magnat-Debon, Lyon, later Grenoble en Dijon (1902-1958).
Joseph Magnat en Louis Debon waren al in 1900 begonnen met de productie van fietsen, maar in 1902 bouwden ze de eerste motorfietsen, voorzien van een De Dion-Bouton-motor. Al voor de Eerste Wereldoorlog groeide het bedrijf sterk, met de productie van eencilinders en v-twins. Vanaf de jaren twintig volgden 98- tot 246 cc tweetakten en viertakt eencilinders tot 498 cc.
| Magnat-Debon 350 BOSSC2 van rond 1930 met een Blackburne-motorblok |

In 1922 werd het merk door Terrot overgenomen, maar aanvankelijk bleef men nog eigen modellen (met Blackburne en JAP-blokken) produceren. Vanaf 1929 bouwde Magnat-Debon dezelfde modellen als Terrot. Beide merken werden eind jaren vijftig door Peugeot opgekocht. 
Na 1945 werden bij Magnat-Debon scooters gebouwd, naast de motormodellen die nog van voor de oorlog dateerden. Hiervan waren vooral de 348- en 498 cc-modellen populair. In 1958 verdween de naam Magnat-Debon.